# Jacky Barbedette
Pour les articles homonymes, voir Barbedette.
Jacky Barbedette est une cycliste française, championne de France de poursuite en 1966, 1967 et 1968.

## Palmarès sur route
- 1968
  - 2e du championnat de France sur route, derrière Chantal N'Guyen

## Palmarès sur piste

### Championnats nationaux
- 1964
  - 2e de la poursuite
- 1965
  - 3e de la poursuite
- 1966
  -  Championne de France de poursuite
- 1967
  -  Championne de France de poursuite
- 1968
  -  Championne de France de poursuite